# Race
 For alternative betydninger, se Race (flertydig). (Se også artikler, som begynder med Race)

En race er en gruppe individer indenfor samme dyre- eller planteart, der deler en række markante nedarvede fysiske kendetegn, som adskiller dem fra andre grupper indenfor arten. De særlige træk kan skyldes geografisk isolation eller være et bevidst resultat af avlsarbejde eller kultivering. Ordet bruges dog sjældent om planter, hvor en tilsvarende betegnelse sort eller kultivar er almindelig. Begrebet "race" bruges ikke mindst i forbindelse med husdyrracer.
Indenfor den biologiske systematik (taksonomi) har begrebet race ikke nogen formel status. Her anvendes begrebet underart (subspecies), som i en del tilfælde er et synonym.
Racebegrebet er også, især tidligere, blevet brugt til at inddele mennesker. I dag opfattes eksistensen af forskellige menneskeracer som uvidenskabelig. Der er dog genetiske forskelle mellem mennesker, der i et vist omfang er geografisk fordelt. Denne viden bruges bl.a. indenfor lægevidenskaben.[kilde mangler]

## Etymologi
Det danske ord race er (ligesom tysk Rasse og engelsk race) lånt fra de romanske sprog (fransk race, italiensk razza), men oprindelsen er omstridt. Man har foreslået det arabiske ord ra’s 'hoved, begyndelse, oprindelse'. På engelsk er ordet kendt siden 1500-tallet. På dansk optræder ordet i Primons Lexikon over fremmede Ord og Udtryk fra 1807.

## Kategorisering af mennesker
Historisk er racebegrebet også traditionelt blevet brugt i et forsøg på at inddele mennesker efter overfladiske kendetegn. Der er biologiske (genetiske) forskelle mellem mennesker, der til en vis grad er geografisk fordelt, fordi mennesker på forskellige kontinenter historisk set har haft begrænset indbyrdes migration. Det har medført, at hyppigheden af alleler for enkeltgener er forskellig på tværs af menneskegrupper. Desuden har naturlig udvælgelse medført, at befolkninger, som bebor forskellige områder af jorden, har tilpasset sig forskellige miljøforhold. Samtidig er der imidlertid langt mere variation indenfor geografiske grupperinger af mennesker, end der findes på tværs af grupperingerne. Tidligere inddelinger i menneskeracer opfattes derfor i dag som vilkårlige klassifikationer, som ikke opfylder kravene til videnskabelighed.
Racelæren, også kaldet den videnskabelige racisme, der i dag opfattes som en pseudovidenskab, kan spores tilbage til 1600-1700-tallet. Blandt de personer, der har beskæftiget sig med inddelingen af mennesker i racer er den svenske naturhistoriker Carl von Linné, englænderen Charles Darwin, og den franske diplomat Arthur de Gobineau, der er en af racismens intellektuelle ophavsmænd. Inspireret af datidens racelære har eugenik (racehygiejne) og racediskrimination i varierende grad spillet en rolle i lovgivning og samfundsdebat i mange vestlige samfund i første halvdel af 1900-tallet. Under det nazistiske regime i Tyskland 1933-1945 førte den institutionaliserede racisme til holocaust-folkemordene. Såvel nazismen som imperialismen har siden medvirket til at miskreditere den videnskabelige racisme.
Nogle sygdomme, som skyldes genetiske defekter, er mere almindelige i nogle dele af verden end andre dele. Eksempelvis er seglcelleanæmi mere udbredt blandt mennesker i Afrika og Middelhavslandene end i Nordeuropa, mens cystisk fibrose omvendt optræder hyppigere i Nordeuropa end i Afrika. Indenfor lægevidenskaben er man derfor opmærksomme på variationen i etniske gruppers modtagelighed.

## Andre betydninger
Betegnelsen race bruges også om sære menneskelignende arter fra mytologien eller det ydre rum. (Se Race (fantasy/science fiction)). Ligeledes bruges betegnelsen i overført og sommetider spøgende betydning om en særlig type mennesker, eksempelvis i en vending som "rygere er blevet en jaget race".
Brugen af ordet adskiller sig desuden noget i forskellige sprogområder. På engelsk er et udtryk som the human race således almindeligt, som på dansk naturligt kan oversættes som "mennesket som art" eller "menneskeheden". Omvendt anvendes ordet "race" sjældent på engelsk om husdyrracer, hvor man almindeligvis på dette sprog snarere vil anvende ordet breed.